# Phyllolabis lindneri
Phyllolabis lindneri är en tvåvingeart som beskrevs av Mannheims 1959. Phyllolabis lindneri ingår i släktet Phyllolabis och familjen småharkrankar.
Artens utbredningsområde är Grekland. Inga underarter finns listade i Catalogue of Life.